# اتحادیه ایالات پتیاله و پنجاب شرقی
اتحادیه ایالات پتیاله و پنجاب شرقی (هندی: पटियाला एवं पूर्वी पंजाब राज्य संघ) یکی از ایالت های هند بود که از ادغام ۶ ایالت نواب‌نشین در قسمت شرقی پنجاب، به مرکزیت پتیاله تاسیس شد.